# Fabian Busch
Fabian Busch (Berlino Est, 1º ottobre 1975) è un attore tedesco.

## Filmografia parziale

### Cinema
- Inge, April und Mai, regia di Gabriele Denecke e Wolfgang Kohlhaase (1993)
- Südstern, regia di Sören Voigt - cortometraggio (1995)
- Unter der Milchstraße, regia di Matthias X. Oberg (1995)
- Dumm gelaufen, regia di Peter Timm (1997)
- 23 - Nichts ist so wie es scheint, regia di Hans-Christian Schmid (1998)
- England!, regia di Achim von Borries (2000)
- Kalt ist der Abendhauch, regia di Rainer Kaufmann (2000)
- Vergessene Ritter, regia di Thomas Grampp - cortometraggio (2000)
- Schneckentraum, regia di Iván Sáinz-Pardo - cortometraggio (2001)
- Schütze holt!, regia di J.W. Harth - cortometraggio (2003)
- Ein Schiff wird kommen, regia di Pepe Planitzer (2003)
- Liegen lernen, regia di Henk Handloegten (2003)
- Vakuum, regia di Thomas Grampp (2004)
- Farland, regia di Michael Klier (2004)
- La caduta - Gli ultimi giorni di Hitler (Der Untergang), regia di Oliver Hirschbiegel (2004)
- SommerHundeSöhne, regia di Cyril Tuschi (2004)
- Video Kings, regia di Daniel Acht e Ali Eckert (2007)
- Die Tränen meiner Mutter, regia di Alejandro Cardenas Amelio (2008)
- Warten auf Angelina, regia di Hans-Christoph Blumenberg (2008)
- The Reader - A voce alta (The Reader), regia di Stephen Daldry (2008)
- Gegengerade, regia di Tarek Ehlail (2011)
- Quatsch und die Nasenbärbande, regia di Veit Helmer (2014)
- Lui è tornato (Er ist wieder da), regia di David Wnendt (2015)
- Sex & Crime, regia di Paul Florian Müller (2016)
- Cleo, regia di Erik Schmitt (2019)

### Televisione
- Frankie - serie TV, 5 episodi (1995)
- Amiche nemiche (Freundschaft mit Herz) - serie TV, 5 episodi (1996)
- Raus aus der Haut - film TV (1997)
- Einfach raus - film TV (1999)
- Deutschlandspiel - film TV (2000)
- Die letzte Schlacht - film TV (2005)
- Codice Carlo Magno (Die Jagd nach dem Schatz der Nibelungen) - film TV (2008)
- La lancia del destino (Die Jagd nach der heiligen Lanze) - film TV (2010)
- Il triangolo delle Bermuda - Mare del Nord (Bermuda-Dreieck Nordsee) - film TV (2011)
- Die Jagd nach dem Bernsteinzimmer - film TV (2012)
- Vom Fischer und seiner Frau - film TV (2013)
- Il dolce sonno della morte (Sanft schläft der Tod) - film TV (2016)
- Aufbruch ins Ungewisse - film TV (2017)
- E alla fine l'amore (Ausgerechnet Sylt) - film TV (2018)
- Sommer nach dem Abi - film TV (2019)
- Tatort - serie TV, 7 episodi (2000-2020)
- La conferenza (Die Wannseekonferenz) - film TV (2022)
- Drift - Partners in Crime - serie TV, 5 episodi (2023)